# عبدلاي دابو
عبدلاي دابو (مواليد 4 مارس 2001) هو لاعب كرة قدم فرنسي يلعب في مركز خط الوسط في نادي نانت.